# 수산화 나트륨
수산화 나트륨(水酸化─ , 화학식 : NaOH)은 서양에서 들어온 잿물이라 하여 붙여진 이름이다. 이는 물에 녹아 강염기성 수용액을 만든다. 식음료, 치약, 비누 등의 산업에서 널리 사용된다. 1998년에 세계적으로 4500만톤이 생산되었다. 화학 실험에서 가장 널리 사용되는 염기이며, 산업계에서는 흔히 가성소다라고 일컫는다.
순수한 양잿물은 대기 중에서 수증기와 이산화 탄소를 잘 흡수한다. 온도에 무관하게 물에 잘 녹으며 이 때 많은 열이 발생한다. 수산화 칼륨은 잘 녹지 않는 에탄올과 메탄올에도 녹는다. 에테르나 다른 무극성 용매에는 녹일 수 없다. 양잿물 수용액은 섬유와 종이에 노란색 얼룩을 남긴다.

## 제조
2Na+ + 2H2O + 2e− → H2 + 2NaOH

## 용도

### 바이오디젤
바이오디젤을 생산할 때 양잿물은 교환반응의 촉매로 사용된다. 물과 지방은 비누화반응을 일으키기 때문에 무수양잿물만 이용할 수 있다. 더 싸고 적은 양이 필요하기 때문에 수산화 칼륨에 비해 자주 쓰인다.

### 마약 제조
양잿물은 메스암페타민이나 다른 마약을 제조하는 데 필수적인 물질이다. 언론에 널리 알려진 것과 다르게 이것은 제조 원료로서 들어가는 것은 아니며 단지 화학 반응상 pH를 조절하기 위한 강염기로 사용되는 것이다.

### 산분해간장 제조
탈지대두에 염산을 섞어 고온에서 가수분해하여 아미노산을 생성시킨 뒤 양잿물으로 중화시키고 여과 및 정제를 거쳐 간장을 제조한다.

## 안전성
양잿물은 일상생활에서 중요한 계면활성제인 비누의 주요한 성분이다. 그러나 고체 양잿물이나 고농도의 양잿물 수용액은 피부에 심각한 수준의 화학적 화상을 유발할 수 있으며 영구적인 상흔이나 실명 등 인체에 부정적인 영향을 끼칠 수 있다.
알루미늄과 양잿물은 많은 수소 기체를 발생시킨다.
2Al(s) + 6NaOH(aq) → 3H2(g) + 2Na3AlO3(aq).

밀폐된 공간에서 수소 기체를 대량으로 발생시킬 경우 위험하다.
| 노출 44시간 후 촬영한 양잿물 용액으로 인한 화학적 화상. |
| 예시                                                    |

## 전기분해
소금물의 전기분해(electrolysis)
염화나트륨 수용액을 전기분해하면 음극에서 수소 기체, 양극에서 염소 기체가 나온다. 그리고 남은 용액을 증발시키면 양잿물을 얻게 된다.

## 같이 보기
- 수소 이온 농도 지수